# Lengyel-hőgyészi erdők
Lengyel-hőgyészi erdők este o arie protejată (arie specială de conservare — SAC, sit de importanță comunitară — SCI) din Ungaria întinsă pe o suprafață de 3.635,99 ha, integral pe uscat.

## Localizare
Centrul sitului Lengyel-hőgyészi erdők este situat la coordonatele 46°25′25″N 18°21′24″E / 46.423611°N 18.356667°E.

## Înființare
Situl Lengyel-hőgyészi erdők a fost declarat sit de importanță comunitară în mai 2004 pentru a proteja 10 specii de animale. Situl a fost protejat și ca arie specială de conservare în februarie 2010.

## Biodiversitate
Situată în ecoregiunea panonică, aria protejată conține 4 habitate naturale: Păduri ilirice de Fagus sylvatica (Aremonio-Fagion), Păduri panonice-balcanice de stejar turcesc - stejar sesil, Păduri ilirice de stejar și carpen (Erythronio-Carpinion), Păduri panonice cu Quercus pubescens.
La baza desemnării sitului se află mai multe specii protejate:
- amfibieni (2): buhai de baltă cu burta roșie (Bombina bombina), izvoraș-cu-burta-galbenă (Bombina variegata)
- mamifere (2): liliac cârn (Barbastella barbastellus), liliac cu urechi mari (Myotis bechsteinii)
- nevertebrate (6): croitorul mare al stejarului (Cerambyx cerdo), Cordulegaster heros, Euplagia quadripunctaria, rădașcă (Lucanus cervus), croitorul cenușiu al stejarului (Morimus funereus), Rosalia alpina